# Wohnanlage Fischerstraße

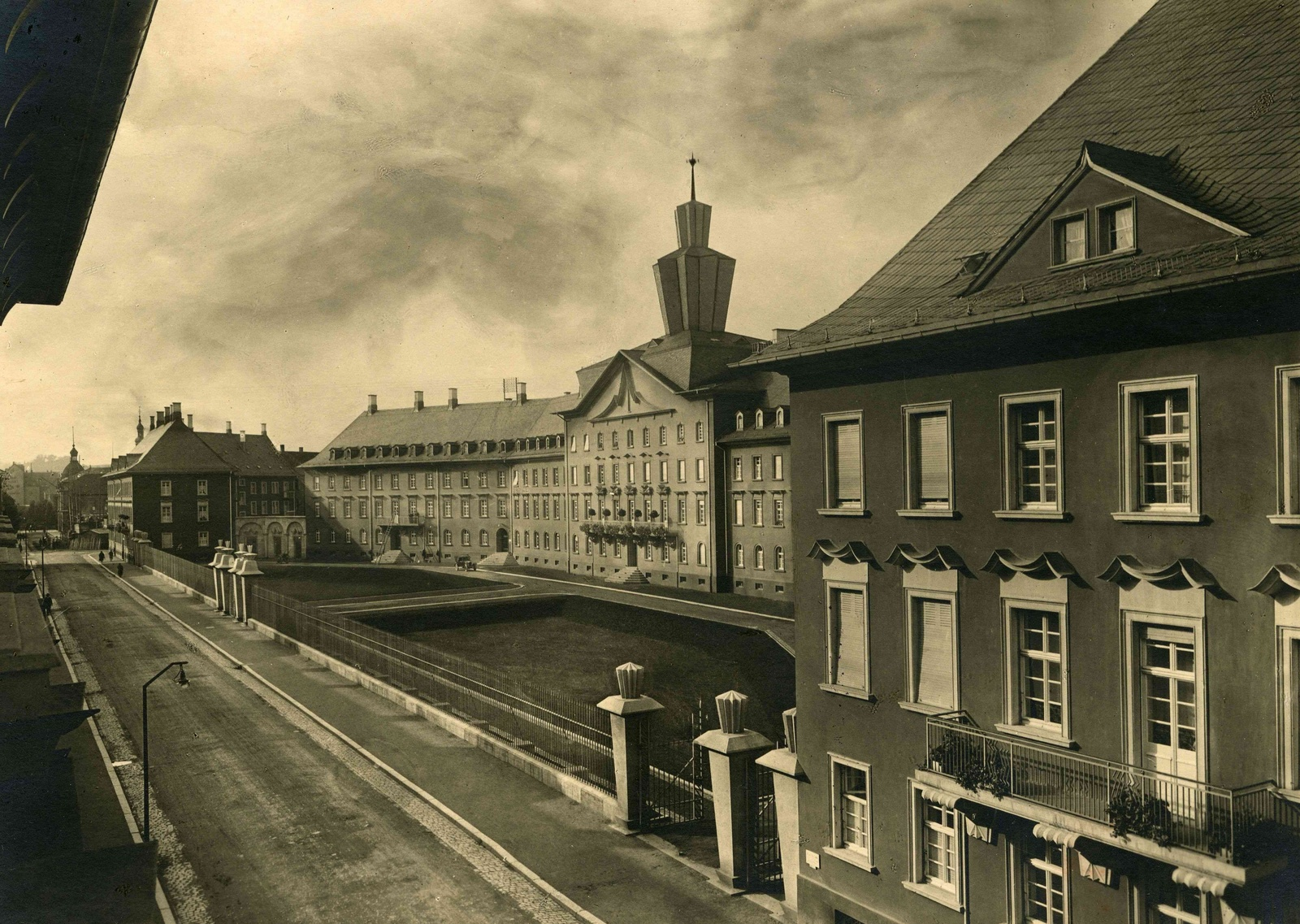
Hauptgebäude mit Dachreiter im Jahr 1925

Die Wohnanlage Fischerstraße ist eine Wohnsiedlung in Kaiserslautern. 

## Lage
Die schlossähnliche Wohnanlage umfasst zwei beiderseits der Fischerstraße gelegene Straßenquartiere und erstreckt sich bis in die Bismarckstraße, Friedrichstraße, Wilhelmstraße und Kanalstraße. 

## Geschichte
Die Anlage wurde 1919 von dem damaligen städtischen Oberbaudirektor Hermann Hussong nach einem einheitlichen Plan konzipiert, bestehende Bebauung ließ jedoch den Ausbau zu einer geschlossenen Anlage nicht zu. Der Komplex wurde durch das Deutsche Reich als Reparationsleistung an Frankreich finanziert und war ursprünglich für die Offiziere und Unteroffiziere der französischen Besatzungsarmee vorgesehen (daher der großbürgerliche Zuschnitt der Wohnungen mit bis zu sieben Zimmern). Als bald nach Baubeginn 1922 jedoch die pfälzischen Separatistenaufstände begannen, verzichteten die Franzosen auf die Anlage. Nach längeren Verhandlungen kamen die halbfertigen Bauten unter der Auflage, sie zu Ende zu bauen, in den Besitz der städtischen Wohnungsbaugesellschaft (heute: Gemeinnützige Bau AG). Die Bauarbeiten erstreckten sich bis 1927. Bei der Verbreiterung der Fischerstraße zur Aufmarschstraße wurden 1938 die Erdgeschosswohnungen in den Eckpavillons entfernt und durch Arkaden ersetzt. Nach Kriegsschäden wurde die Anlage 1950 wieder instand gesetzt; bei der umfassenden Renovierung Mitte der 1990er Jahre wurde der Eingangsbereich im Haupttrakt neu gestaltet. Seither ist in diesem Gebäudeteil die Verwaltung der Bau AG untergebracht, der Rest der Anlage bietet begehrte Großwohnungen.

## Charakteristika
Die Anlage besteht aus zwei- bis viergeschossigen Putzbauten, die sich nördlich und südlich der Fischerstraße um zwei große Innenhöfe gruppieren. Der Hauptbau, ein viergeschossiger Trakt mit Mittelrisalit und Dreiecksgiebel, schließt mit zwei weit geöffneten, dreigeschossigen Flügeln einen trapezförmigen Hof zur Fischerstraße ein, der südlich der Straße durch eine korrespondierenden zweistöckigen Querbau mit Eckpavillons begrenzt wird. Die Fassadengestaltung zitiert barocke Herrschaftsarchitektur (erkennbar ist der Einfluss des Zweibrücker Schlosses) mit expressionistisch angehauchter, geschossweise variierter Dekoration. Die von Hussong vorgesehene Farbgebung (dunkelblau mit mintgrün abgesetzten Fenstergewänden) ist heute durch eine dezentere Farbe ersetzt. Die schiefergedeckten Dächer sind teils als Walmdach, teils in Mansardform ausgeführt. Der Haupttrakt war durch einen hölzernen Dachreiter (im Volksmund „Maggiflasche“ genannt) geschmückt, der 1939 als „entartet“ entfernt wurde.
Trotz einiger Veränderungen gehört die Anlage mit ihrem baukünstlerischen Anspruch (z. B. expressionistisch anmutende Stuckdecken und Türschmuck) und ihrer städtebaulichen Qualität zu den auch überregional herausragenden Beispielen der Architektur der 1920er-Jahre. Die Anlage steht unter Denkmalschutz.